# Horst Friedrich (Philosoph, 1931)
Horst Günther Friedrich (* 12. September 1931 in Breslau; † 25. Dezember 2015 in Landsberg am Lech) war ein deutscher Wissenschaftsphilosoph und Kritiker des akademischen Wissenschaftsbetriebs, der in Bezug auf die Erforschung der Erd-, Menschheits- und Zivilisationsgeschichte diffusionistische, neokatastrophistische und chronologiekritische Positionen vertrat. Zudem betätigte er sich auch auf dem Gebiet der Karl-May-Forschung.

## Leben
Friedrich besuchte zunächst die Oberrealschule in Breslau. Da am Ende des Zweiten Weltkrieges seine Familie aus Schlesien fliehen musste, wurde seine Schulausbildung unterbrochen; er konnte sie aber später an der Realschule in Grafing bei München fortsetzen. Er absolvierte an der Technischen Hochschule München das Studium der Nachrichtentechnik und schloss mit dem Diplom ab. Neben seiner beruflichen Tätigkeit in der Industrie studierte er anschließend Wissenschaftsphilosophie und Wissenschaftsgeschichte und promovierte 1974 an der Fakultät für Allgemeine Wissenschaften der Technischen Universität München bei Joachim Otto Fleckenstein mit einer Arbeit über die Naturwissenschaft des 17. Jahrhunderts.

## Forschung
Als Wissenschaftsphilosoph und -kritiker trat Friedrich u. a. dafür ein, durch eine Institutionalisierung akademischer Meinungsvielfalt eine „Wissensexplosion“ an Hochschulen und Universitäten herbeizuführen. Außerdem betonte er, dass wissenschaftliche Lehrmeinungen und Weltbilder – wegen ihres grundsätzlich provisorischen und zeitbedingten Charakters – mit Skepsis betrachtet werden sollten.
Als Neokatastrophist wendete sich Friedrich gegen in den Naturwissenschaften allgemein akzeptierte Konzepte. So äußert er in Jahrhundert-Irrtum „Eiszeit“ (1997) die These, eine Eiszeit habe es in der in den Geowissenschaften akzeptierten Form nicht gegeben. Als Alternativtheorie beschrieb der, u. a. von den Werken des Pseudowissenschaftlers Immanuel Velikovsky beeinflusste, Friedrich ein „Typhon-Szenario“ ähnlich Velikovskys Welten im Zusammenstoß. Demnach sei die Erde durch einen zusammen mit der Venus aus den Tiefen des Raums auftauchenden Irrläufer einer katastrophalen Nahbegegnung ausgesetzt gewesen. Dadurch sei es zu einer ruckartigen Verkippung der Erdachse gekommen. Die Eiszeiten seien falsche Interpretationen geologischer Befunde und keine längeren Phasen in der Erdgeschichte, sondern deren Spuren seien in einem sehr kurzen Zeitraum entstanden. In den Mythen der Menschheit hätten die damaligen Ereignisse zum Beispiel als Sintflut Eingang gefunden. In Erdkatastrophen und Menschheitsentwicklung (1998) bezog er zudem auch Impakt-Szenarien in seine Überlegungen ein.
Neben diversen Sachbüchern veröffentlichte Friedrich seit 1989 mehr als 200 Beiträge in deutscher, englischer und französischer Sprache zu unterschiedlichen Themen in verschiedenen internationalen Periodika, u. a. bei Bipedia – Le Bulletin de la Bipédie Initiale, EFODON-Synesis, Frankfurter Briefe – Vereinsnachrichten der Giordano Bruno Gesellschaft e.V., KMG-Nachrichten, Mitteilungen der Karl May Gesellschaft, Mitteilungen der Nicolas-Benzin-Stiftung, Reports of the Midwestern Epigraphic Society, Transwelten, im chronologiekritischen Bulletin Vorzeit-Frühzeit-Gegenwart, bei Wissenschaft ohne Grenzen sowie in der Zeitschrift für Anomalistik.

## Sonstiges
Horst Friedrich war u. a. langjähriges Mitglied der US-amerikanischen MIDWESTERN EPIGRAPHIC SOCIETY, die ihm 2008 den Barry Fell Award verlieh, sowie der Karl-May-Gesellschaft. Außerdem war er als wissenschaftlicher Beirat der Nicolas-Benzin-Stiftung, die Arbeiten zur Kulturgeschichte des Judentums und der Geschichte der Medizin fördert, tätig.

## Rezeption
Der Linguist Gerd H. Hövelmann schrieb in der Zeitschrift für Anomalistik über die wissenschaftliche Auseinandersetzung: „Friedrichs Diskussion bleibt leider immer gerade dort pauschal und vage (...), wo sie im Interesse seines eigenen Argumentationszieles eigentlich hätte konkret werden müssen.“

## Schriften
- Die Vorstellungen von elektrischen Effluvien bei Naturforschern des Barock-Zeitalters. Technische Universität, München 1974 (Dissertation).
- Velikovsky, Spanuth und die Seevölker-Diskussion. Argumente für eine Abwanderung atlanto-europäischer spät-bronzezeitlicher Megalith-Völker gegen 700 v. Chr. in den Mittelmeerraum. Selbstverlag, Wörthsee 1988.
- Noch immer rätselhaft: Die Entstehung der Baiern. EFODON, Wessobrunn 1995, ISBN 3-9804300-3-0.
- Alchemie: Was ist das? EFODON, Hohenpeißenberg 1996, ISBN 3-9804300-7-3.
- Einer neuen Wissenschaft den Weg bahnen! EFODON, Hohenpeißenberg 1996, ISBN 3-9804300-8-1.
- Jahrhundert-Irrtum „Eiszeit“? EFODON, Hohenpeißenberg 1997, ISBN 3-932539-02-8.
- Erdkatastrophen und Menschheitsentwicklung. Unser kataklysmisches Urtrauma. EFODON, Hohenpeißenberg 1998, ISBN 3-932539-06-0.
- Träumer und Traumwelten. Wahrheit und Lüge im Erkenntnisprozess unserer Zeit. König, Greiz 2005, ISBN 3-934673-45-7.